# Reino Florístico do Cabo

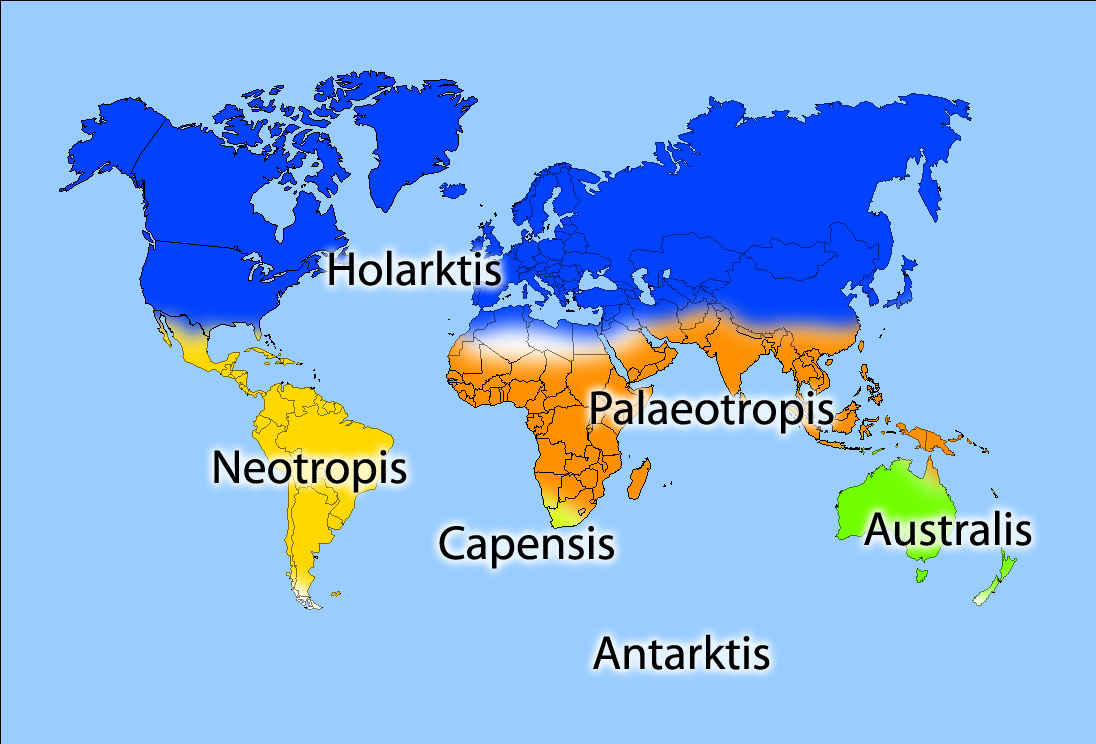
Regiões florísticas (como proposto por Armen Takhtajan).

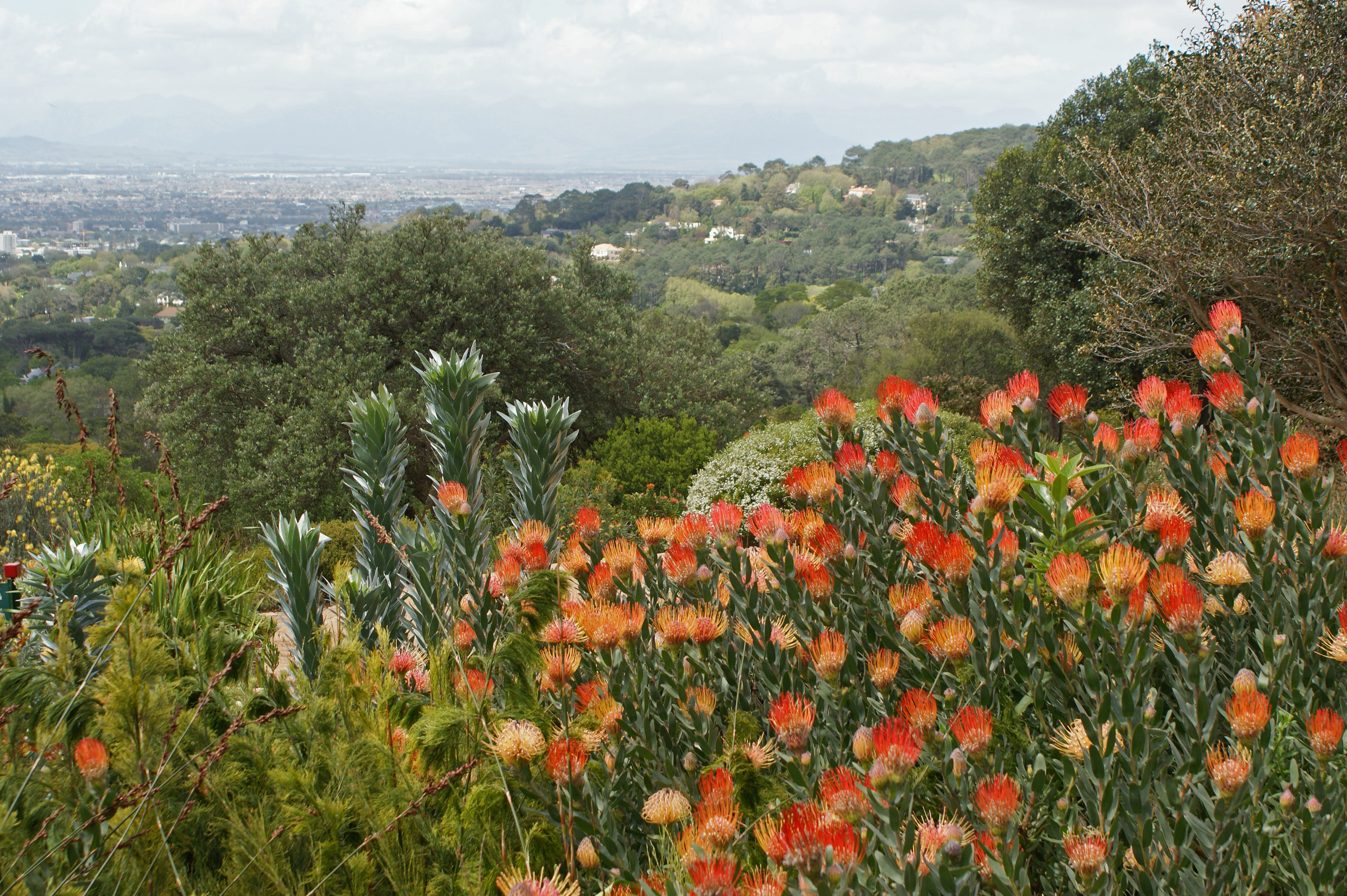
Aspecto geral da vegetação do Reino Florístico do Cabo.

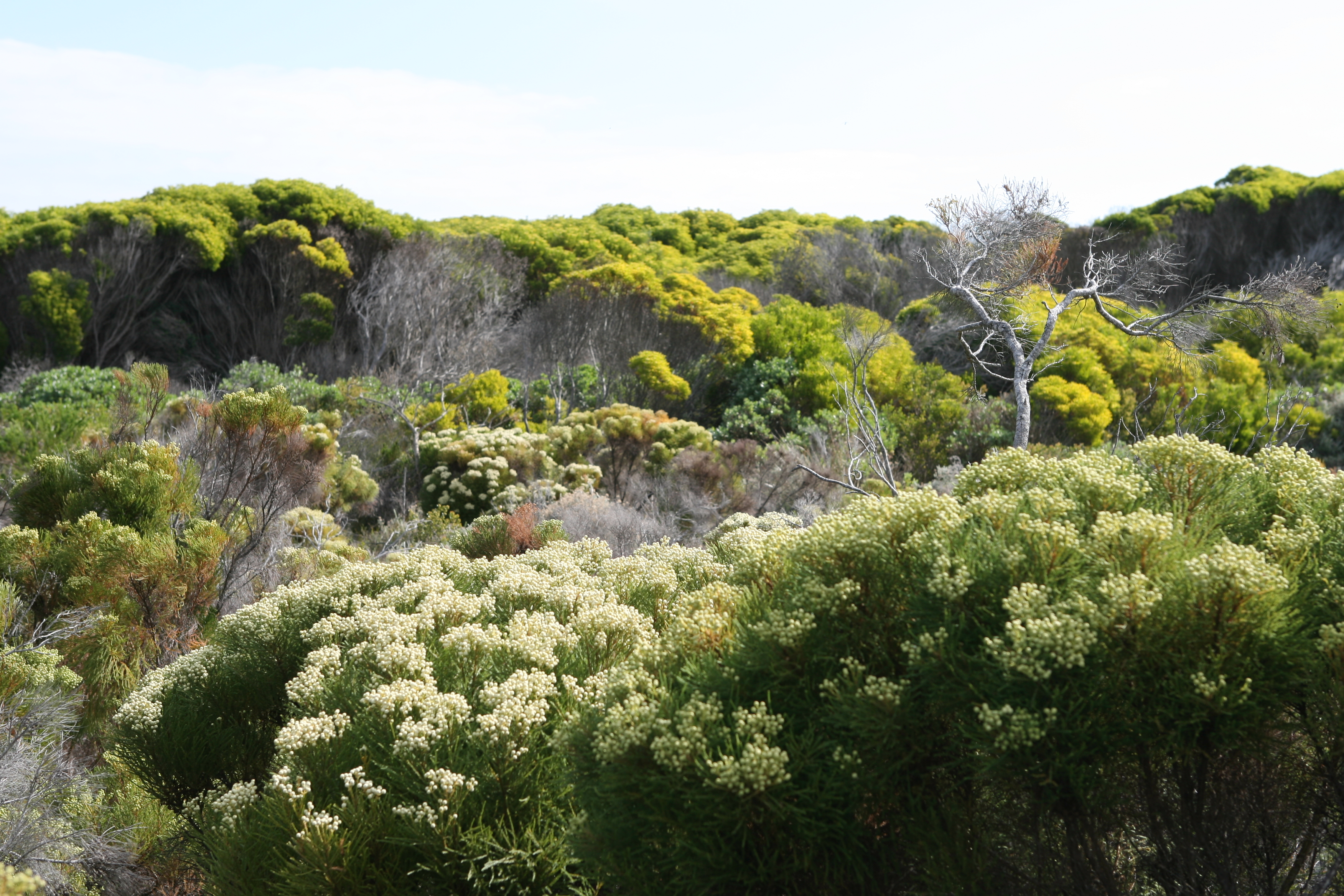
Fynbos no Cabo Ocidental.

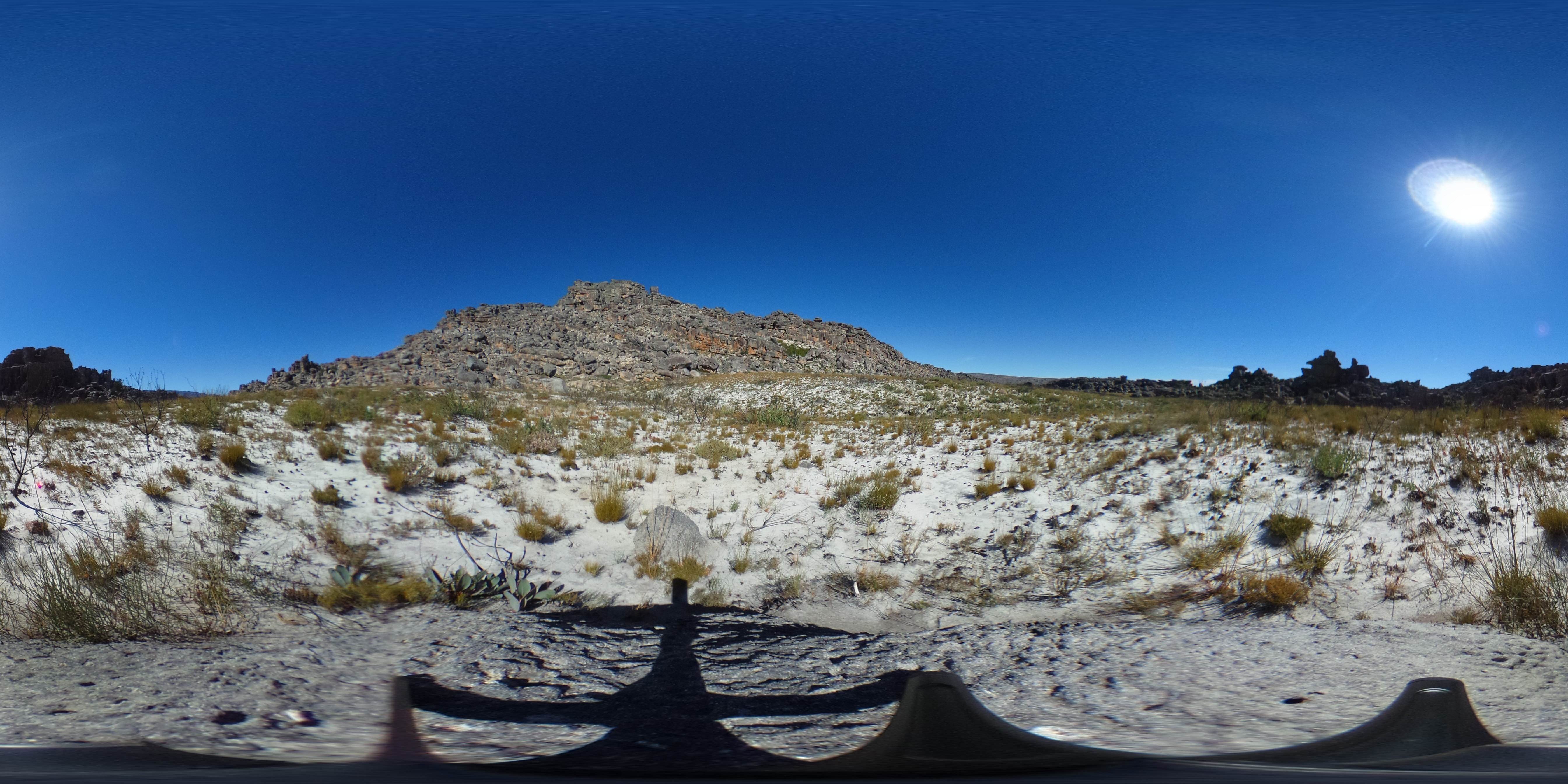
Uma imagem fotográfica a 360º de uma parcela de fynbos na região de Groot Winterhoek (Província do Cabo Ocidental) cerca de 18 meses após um fogo que destruiu o coberto vegetal. Novas plantas podem ser observadas em diversos estágios de desenvolvimento. O solo esbranquiçado e infértil sobre o qual o fynbos tende a crescer pode ser claramente observado.
Click aqui para ver a fotografia a 360º.

Reino Florístico do Cabo ou Capensis (também Capense, Região Florística do Cabo ou Região Floral do Cabo) é um dos seis reinos florísticos (ou fitocórios)  propostos por Armen Takhtajan. Corresponde ao território do extremo sul da África Austral em torno do Cabo da Boa Esperança (daí o nome de capensis), ocupando cerca de 78 555 km2, sendo o mais pequeno dos reinos florísticos do Sistema Takhtajan. Apesar das suas dimensões diminutas quando comparadas como os restantes reinos florísticos, é uma área de extraordinária biodiversidade vegetal, com cerca de 9 000 espécies de plantas vasculares, das quais cerca de 69% são endemismos.

## Descrição
Localizado no extremo meridional da África do Sul, o Reino Florístico do Cabo (ou Capensis na designação originalmente adoptada por Armen Takhtajan) é o menor  fitocório (phytochorion ou reino floral) dos seis em que a parte emersa da Terra se encontra dividida. Apesar da sua pequena dimensão, é uma área de extraordinária diversidade de espécies de plantas e de forte endemismo, abrigando
mais de 9 000 espécies de plantas vasculares, das quais cerca de 69 porcento são endémicas. Cobrindo 78 555 km², o hotspot de biodiversidade do Reino Florístico do Cabo está localizado inteiramente dentro das fronteiras da África do Sul.
Com a maior concentração não tropical de espécies de plantas superiores no mundo, a região é o único hotspot de biodiversidade que engloba todo um reino florístico, abrigando 5 das 12 famílias de plantas endémicas da África do Sul e cerca de 160 géneros endémicos. Muita desta extraordinária biodiversidade vegetal está associada com o bioma conhecido por fynbos (literalmente bosque fino), uma formação vegetal de matos rasteiros do tipo mediterrânico constituídos por arbustos propensos aos fogos florestais.
Este fitocório é um dos cinco sistemas de clima temperado do tipo mediterrâneo incluídos na lista de pontos de maior biodiversidade (os hotspots de biodiversidade) e é um dos dois únicos pontos que abrangem todo um reino floral (o outro é Nova Caledónia). O fitocório coincide com a região de clima mediterrânico da África do Sul, centrada na actual Província do Cabo Ocidental, no extremo sudoeste do país, estendendo-se para leste até à Província do Cabo Oriental, uma zona de transição entre a região de predominância de chuvas de inverno, situada para oeste, e a região de predominância das chuvas de verão, para o leste, em KwaZulu-Natal.
A maior parte da região é coberta por fynbos, um matagal esclerófilo que ocorre preferencialmente sobre solos constituídos por areias ácidas ou sobre solos pobres em nutrientes derivados de arenitos da formação geológica conhecida por Table Mountain (do Supergrupo do Cabo ou Cape Supergroup). O fynbos é constituído por uma grande variedade de espécies de plantas, incluindo muitos membros das famílias Proteaceae, Ericaceae e Restionaceae.
Entre os outros tipos de vegetação presentes contam-se: (1) o sandveld, um mato arbustivo costeiro, dominado por espécies não esclerófitas, de folhagem macia, que ocorre principalmente na costa oeste da Província do Cabo Ocidental, instalado em solos pobres derivados de areias terciárias; (2) o renosterveld, uma formação de gramíneas, embora com uma importante componente arbustiva, dominada por membros da família das Asteraceae, particularmente renosterbos (a espécie Elytropappus rhinocerotis), e por espécies graminóides e geófitos, ocorrendo sobre solos de xistosos ricos em bases; e (3) pequenos focos de floresta Afromontana (Floresta Afrotemperada do Sul) ocorrendo em áreas húmidas e abrigadas.
Na caracterização do reino florístico, Armen Takhtajan considerou como endémicas ou sub-endémicas na região as seguintes famílias: Grubbiaceae, Roridulaceae, Bruniaceae, Penaeaceae, Greyiaceae, Geissolomataceae, ex-Retziaceae (género Retzia) e Stilbaceae.
O Reino Florístico do Cabo inclui apenas uma província florística, designada por Província Florística do Cabo (Cape Floristic Province). Por sua vez o Reino Florístico do Cabo está incluído na área de reporte designada por Províncias do Cabo do World Geographical Scheme for Recording Plant Distributions (ou WGSRPD), um esquema geográfico mundial de registo da distribuição de espécies vegetais.
O World Wide Fund for Nature (WWF ou Fundo Mundial para a Natureza) divide a região florística do cabo em três a ecorregiões: (1) Lowland fynbos and renosterveld; (2) Montane fynbos and renosterveld; e (3) Albany thickets. As ecorregiões de fynbos estão incluídas entre as Global 200, uma listagem de ecorregiões prioritárias para conservação da natureza.
Por sua vez a organização não governamental Conservation International declarou o Reino Florístico do Cabo como um dos seus hotspots de diversidade para efeitos de conservação da biodiversidade, já que se estima que esta região esteja a sofrer uma das mais elevadas taxas de extinção do planeta devido a perda de habitat, degradação dos solos e entrada de plantas exóticas invasoras.
Embora difícil de estimar, o valor económico da biodiversidade do fynbos, especialmente na recolha de flores silvestres e como produto de  ecoturismo, está estimado em mais de 77 milhões de randes por ano.

## Sítios da Lista do património Mundial da UNESCO

Áreas de extraordinária biodiversidade do mundo, mostrando a Região Florística do Cabo (número 12).

Em 2004, um conjunto de áreas protegidas da Região Florística do Cabo foi incluída na lista dos sítios considerados como Património Mundial no contexto da Convenção para a Protecção do Património Mundial, Cultural e Natural da UNESCO passando a constituir o conjunto classificado designado por Áreas Protegidas da Região Floral do Cabo ("Cape Floral Region Protected Areas"). O conjunto classificado inclui oito áreas representativas:
- Table Mountain National Park
- Cederberg Wilderness Area
- Groot Winterhoek Wilderness Area
- Complexo montanhoso de Boland (Limietberg Nature Reserve, Jonkershoek Nature Reserve, Assegaaibosch Nature Reserve, Hottentots Holland Nature Reserve, Kogelberg Nature Reserve)
- De Hoop Nature Reserve
- Boosmansbos Wilderness Area
- Complexo de Swartberg (Swartberg Nature Reserve, Gamkapoort Nature Reserve, Towerkop Nature Reserve)
- Baviaanskloof Mega Reserve